# Tableau des médailles des Jeux olympiques de 1912
Le tableau des médailles des Jeux olympiques de 1912 donne le classement, selon le nombre de médailles gagnées par leurs athlètes, des pays participant aux Jeux olympiques de 1912, qui se tiennent à Stockholm (Suède) du 6 juillet au 22 juillet 1912.
- Pays organisateur (Suède, Stockholm)

| Rang  | Nation          | Or  | Argent | Bronze | Total |
| ----- | --------------- | --- | ------ | ------ | ----- |
| 1     | États-Unis      | 25  | 19     | 19     | 63    |
| 2     | Suède           | 23  | 25     | 17     | 65    |
| 3     | Grande-Bretagne | 10  | 15     | 16     | 41    |
| 4     | Finlande        | 9   | 8      | 9      | 26    |
| 5     | France          | 7   | 4      | 3      | 14    |
| 6     | Allemagne       | 5   | 13     | 7      | 25    |
| 7     | Afrique du Sud  | 4   | 2      | 0      | 6     |
| 8     | Norvège         | 3   | 2      | 5      | 10    |
| 9     | Canada          | 3   | 2      | 3      | 8     |
| 9     | Hongrie         | 3   | 2      | 3      | 8     |
| 11    | Italie          | 3   | 1      | 2      | 6     |
| 12    | Australasie     | 2   | 2      | 3      | 7     |
| 13    | Belgique        | 2   | 1      | 3      | 6     |
| 14    | Danemark        | 1   | 6      | 5      | 12    |
| 15    | Grèce           | 1   | 0      | 1      | 2     |
| 16    | Russie          | 0   | 2      | 3      | 5     |
| 17    | Autriche        | 0   | 2      | 2      | 4     |
| 18    | Pays-Bas        | 0   | 0      | 3      | 3     |
| Total | Total           | 101 | 106    | 104    | 311   |